# Região Geográfica Imediata de Cáceres

Localização da Região Imediata de Cáceres no Estado de Mato Grosso.

A Região Geográfica Imediata de Cáceres é uma das 18 regiões imediatas de Mato Grosso, pertence a Região Geográfica Intermediária de Cáceres. é dividida em 5 municípios, e tem uma população de 110.573 pessoas segundo a Estimativa do IBGE de 2017. e uma área territorial de 29.031,089 km² .Esta divisão é geográfica, não sendo uma região política.
A Região Geográfica Imediata de Cáceres foi criada pelo IBGE  no ano de 2017.

## Municípios
| Fonte | Código do Município | Município       | População 2017 | Área km²   |
| ----- | ------------------- | --------------- | -------------- | ---------- |
| [ 1 ] | 5102504             | Cáceres         | 91.271         | 24.593,031 |
| [ 2 ] | 5103437             | Curvelândia     | 5.049          | 359,031    |
| [ 3 ] | 5105234             | Lambari d'Oeste | 5.887          | 1.765,077  |
| [ 4 ] | 5107206             | Rio Branco      | 5.019          | 561,641    |
| [ 5 ] | 5107750             | Salto do Céu    | 3.347          | 1.752,309  |
|       |                     | Total           | 110.573        | 29.031,089 |

Fonte:  IBGE
Município mais populoso: Cáceres - 91.271 pessoas
Município com maior área territorial: Cáceres - 24.593,031 km²
Município menos populoso: Salto do Céu - 3.347 pessoas
Município com menor área territorial: Curvelândia - 359,031 km²